# Irene Leverton
Pour les articles homonymes, voir Leverton.
Irene H. Leverton, née le 3 mars 1927 à Chicago (Illinois, États-Unis) et morte le 23 juillet 2017 à Paulden (Arizona, États-Unis), est une pilote américaine et un membre de Mercury 13.

## Biographie
Elle était membre des Ninety-Nines. En 1961, elle est sélectionnée pour le programme Women in Space et devenir une des femmes du projet Mercury 13. Originaire de Chicago, elle a été intronisée au Women in Aviation Hall of Fame en 1966 et au Arizona Aviation Hall of Fame en 2004. Avec une carrière dans l'aviation commençant en 1944 et se terminant en 2011, elle était pilote, instructrice de vol et pilote inspecteur.
En 1961, Leverton a été sélectionnée pour ce qui est maintenant connu sous le nom de projet Mercury 13, un programme financé par le secteur privé qui a enrôlé des femmes pour subir certains des mêmes tests physiques et psychologiques que les astronautes masculins de Mercury Seven. Bien que cela n'ait jamais été un programme officiel de la NASA, les membres des « First Lady Astronaut Trainees » (FLATs) se sont secrètement entraînées pour devenir astronautes pour le premier programme américain de vols spatiaux habités au début des années 1960.
Dans les années 1980, Leverton a déménagé à Phoenix, puis à Prescott, où elle a lancé son entreprise, Aviation Resource Management, en 1985. Elle était une pilote de transport aérien certifiée par la Federal Aviation Administration et a travaillé avec l'escadron de patrouille aérienne civile à Prescott en tant que pilote de contrôle. Elle est diplômée du San Jose State College avec un AA[Quoi ?] en 1976, recevant plus tard sa formation au pilotage de l'Université aéronautique Embry-Riddle.